# Roger Goodell

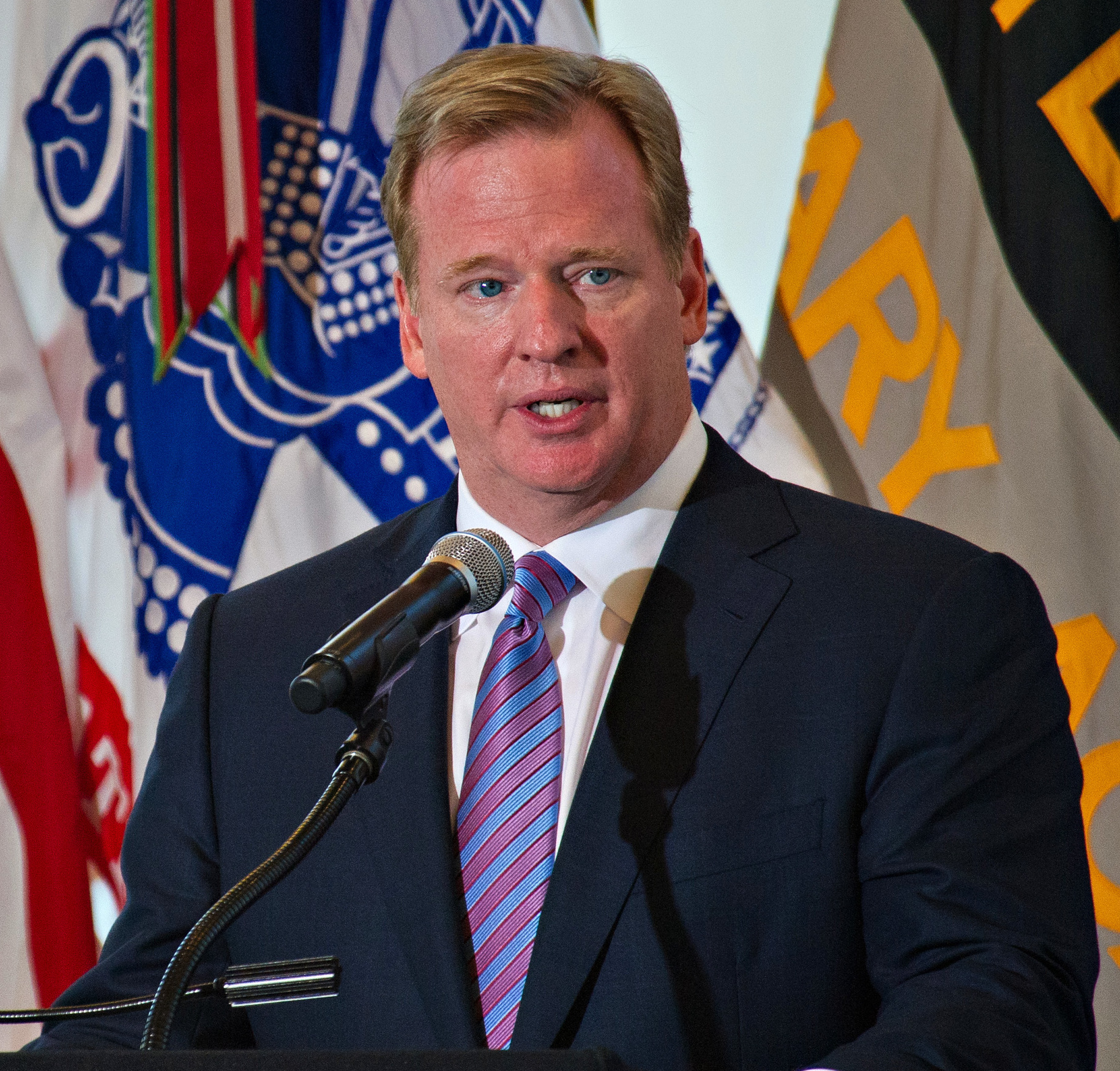
Roger Goodell (2012)

Roger Stokoe Goodell (* 19. Februar 1959 in Jamestown, New York) ist ein amerikanischer Footballfunktionär. Er ist seit 2006 Commissioner der National Football League (NFL).

## Leben
Roger Goodell wurde als dritter von vier Söhnen des Senators Charles Goodell geboren. Ab 1971 lebte die Familie in Bronxville (New York). An der Bronxville High School spielte er Football, Basketball und Baseball und war in seinem letzten Schuljahr in allen drei Mannschaften Kapitän. Unter anderem spielte er als Tight End.
Am Washington & Jefferson College wollte er seine Sportlerkarriere fortsetzen, dies wurde jedoch durch eine Knieverletzung verhindert. Er studierte Volkswirtschaft und erlangte 1981 seinen Abschluss mit magna cum laude. Danach begann er ein dreimonatiges Praktikum im Management der National Football League. 1983 arbeitete er in der Presseabteilung des NFL-Teams New York Jets um im folgenden Jahr wieder zur NFL zu wechseln. Dort begann er ebenfalls im Bereich Öffentlichkeitsarbeit zu wirken. 1987 wurde er vom damaligen Commissioner Pete Rozelle zum Assistenten des Präsidenten der American Football Conference, Lamar Hunt, ernannt.
Ab 1990 arbeitete er dann auf verschiedenen verantwortlichen Positionen bei der NFL. Im Dezember 2001 wurde er von Paul Tagliabue, zum Chief Operating Officer (COO) und Vizepräsidenten ernannt.
Am 20. März 2006 gab Tagliabue bekannt, dass er Ende Juli 2006 zurücktreten werde. In die engere Auswahl für seinen Nachfolger kamen fünf Personen. Am 8. August 2006 wurde Roger Goodell von den Eignern im fünften Wahlgang zum neuen Commissioner bestimmt. Am 1. September 2006 erfolgte die offizielle Amtsübernahme.
Goodell begann die NFL international neu auszurichten. 2007 beendete er die NFL Europa. Gleichzeitig wurde begonnen mit der NFL International Series die direkte Vermarktung der NFL in den Märkten außerhalb Nordamerikas voranzutreiben. 2007 gab es das erste Spiel in Großbritannien, ab 2016 folgten Spiele in Mexiko (nachdem in Mexiko bereits 2005 ein erstes Spiel vor der International Series hosten durfte), 2022 wurde die Münchener Allianz Arena Austragungsort des ersten Spiels in Deutschland. Mit der Vergabe direkter Vermarktungsrechte an einzelne Franchises in einigen Staaten wird diese Expansion zusätzlich gestärkt.
Außerdem wurde durch eine stärkere medientechnische Vermarktung der NFL Combine, der Free Agency, des NFL Draft und der Bekanntgabe des neuen Spielplanes die Liga auch in der spielfreien Zeit stärker in die Aufmerksamkeit des Publikums gerückt.
Seit seinem Amtsantritt hat Goodell verschiedenste Skandale und Konflikte zu bewältigen. Der schon länger bestehende Verdacht, dass durch die Tacklings der Spieler die Krankheit Chronisch-traumatische Enzephalopathie ausgelöst wird, wurde zu Beginn seiner Amtszeit durch Studien belegt, 2009 durch den US-Kongress untersucht und in der Folge musste die NFL den Zusammenhang einräumen. Inzwischen stellt die NFL mehrere hundert Millionen Dollar zur Erforschung der Krankheit und für Entschädigungszahlungen an Spieler bereit. Außerdem wurden entsprechende Regeländerungen zum Schutz der Spieler vor und bei Kopfverletzungen umgesetzt.
Im April 2007 erließ die NFL eine Verhaltensrichtlinie für Spieler, nachdem in den vergangenen Jahren mehrfach Spieler durch unsportliches oder gesetzwidriges Verhalten aufgefallen waren. Die Richtlinien ermöglichten es Goodell bei entsprechend regelwidrigem Verhalten, Spielern Geldbußen aufzuerlegen oder sie vom Spielbetrieb zu suspendieren. Dabei kann die NFL unabhängig von einer Gerichtsentscheidung agieren.
Während seiner Amtszeit musste er bisher zwei Mal Strafen gegen die New England Patriots wegen Ausspionieren des Gegners (Spygate) sowie der Spielballmanipulation (Deflategate) verhängen. Für letzteres Vergehen wurde außerdem der Quarterback der Patriots Tom Brady für vier Spiele gesperrt. Infolge eines Skandals um eine schwarze Kasse bei den New Orleans Saints für vorsätzliche Verletzung gegnerischer Spieler (Bountygate) wurden mehrere Trainer gesperrt und das Team mit einer Strafzahlung sowie dem Verlust von Draft-Picks bestraft.
2011 kam es auf Grund des abgelaufenen Vertrages zu den Spielergehältern vor Beginn der regulären Saison zu Arbeitskampfmaßnahmen. Schließlich einigten sich die NFL und die NFLPA auf einen neuen 10-jährigen Vertrag. Im folgenden Jahr verlangten die Schiedsrichter höhere Gehälter. Nachdem der Versuch scheiterte, Schiedsrichter anderer Ligen einzusetzen, einigte sich die Liga schließlich auf einen neuen Tarifvertrag.
Ab 2016 begann der Quarterback der San Francisco 49ers, Colin Kaepernick, mit Protesten gegen die fortwährende Diskriminierung der schwarzen Bevölkerung. Dies führte zunächst zu einem Verbot dieser Proteste. Als es im Frühjahr 2020 in den Vereinigten Staaten in Folge der Tötung von George Floyd zu Unruhen kam, revidierte die NFL unter Führung von Roger Goodell ihre Ansichten. Im Jahr 2021 wurden rassistische E-Mails des Trainers der Las Vegas Raiders bekannt und im Februar 2022 klagte der ehemalige Head Coach der Miami Dolphins Brian Flores wegen systematischer Diskriminierung gegen die NFL.
Das Gehalt von Roger Goodell für die Jahre 2006 bis 2021 belief sich auf insgesamt 375 Millionen Dollar. Davon hat er allein in den letzten beiden Jahren rund 128 Millionen Dollar verdient. Sein derzeitiger Vertrag läuft 2023 aus.

## Persönliches
Roger Goodell ist mit Jane Skinner, einer ehemaligen Fox-News-Moderatorin und Tochter des früheren Verkehrsministers Samuel K. Skinner verheiratet. Das in New York lebende Paar hat zwei Töchter.
Seit seiner Amtsübernahme verkörperte er in mehreren Filmen oder Serienepisoden sich selbst, so unter anderem 2009 in Blind Side – Die große Chance und 2014 in Draft Day.
Goodell lebt in Bronxville, New York, wo er seit 2005 seinen Hauptwohnsitz hat. Sein Wohnsitz wurde wegen der Coronavirus-Krise im Draft 2020 vorgestellt.